# Barbara Lorsheyd
Barbara Lorsheyd oder auch Barbara Lorsheijd (* 26. März 1991 in Den Haag) ist eine niederländische Fußballtorhüterin.

## Karriere

### Klub
In ihrer Kindheit spielte sie als Stürmerin, musste aufgrund von Knieproblemen diese Position aufgeben und fand sich von nun an im Tor wieder. Hier spielte sie in ihrer Jugend für den SV Loosduinen, den SV Wateringse Veld sowie den RKSV GDA. Sie begann ihre Karriere mit der Saison 2007/08 bei ADO Den Haag. In der Meistersaison 2011/12 war sie Stammtorhüterin der Mannschaft. Später kam sie auch in der CL zum Einsatz.
Nach sieben Spielzeiten in Den Haag wechselte sie im Jahr 2014 zum SC Telstar. Dort kam sie zwar etwas häufiger wieder zum Einsatz, jedoch litten darunter auch ihre Aussichten auf einen Platz in der Nationalmannschaft, womit sie zur Saison 2016/17 zum amtierenden Meister Twente wechselte. Dort spielte sie auch wieder oben mit und schaffte es mit ihrer Mannschaft auch ins CL-Achtelfinale.
Nach drei Spielzeiten kehrte sie wieder zu Den Haag zurück und wurde dort dann zur Rekordspielerin des Klubs.

### Nationalmannschaft
Nach der U17 kam sie für die niederländische U19 in fünf Partien der Qualifikation zur Europameisterschaft 2009 zum Einsatz. Im Jahr 2019 war sie als Spielern mit Ausnahmeregelung bei einem Spiel der neu gegründeten U23 dabei.
Eine erste Nominierung für die A-Nationalmannschaft erhielt sie November 2013. Danach wurde sie noch einige weitere Male nominiert aber nicht eingesetzt. Lorsheyd gehörte zum erweiterten Kader der Weltmeisterschaft 2015 und 2019, wurde aber jeweils nicht für den finalen Kader nominiert. Auch stand sie im vorläufigen Kader der Olympischen Spiele 2020, wurde hier final aber ebenso nicht nominiert.
Beim Freundschaftsspiel gegen Japan im November 2021 kam sie zu ihrem Debüt zwischen den Pfosten, die Partie endete 0:0. Bei der Europameisterschaft 2022 wurde sie erstmals für ein Turnier nominiert. Bei der Weltmeisterschaft 2023 gehörte sie wieder zum vorläufigen Kader, gehörte aber später dem finalen Aufgebot nicht mehr an.